# Baetodes caritus
Baetodes caritus is een haft uit de familie Baetidae. De wetenschappelijke naam van de soort is voor het eerst geldig gepubliceerd in 1972 door Cohen & Allen.
De soort komt voor in het Nearctisch gebied en het Neotropisch gebied.